# Specula campbellica
Specula campbellica är en snäckart som först beskrevs av Powell 1955.  Specula campbellica ingår i släktet Specula och familjen Cerithiopsidae. Inga underarter finns listade i Catalogue of Life.